# 亚瓦通古孜乡
亚瓦通古孜乡（維吾爾語：ياۋا توڭگۇز يېزىسى‎，拉丁维文：Yawa Tongguz Yëzisi），是中华人民共和国新疆维吾尔自治区和田地區民丰县下辖的一个乡镇级行政单位。
2012年5月21日，新疆维吾尔自治区人民政府批复同意设立亚瓦通古孜乡，乡政府驻亚瓦通古孜村。

## 行政区划
亚瓦通古孜乡下辖以下地区：亚瓦通古孜村。